# Канева
Канева (итал. Caneva) — коммуна в Италии, располагается в регионе Фриули-Венеция-Джулия, в провинции Порденоне.
Население составляет 6501 человек (2008 г.), плотность населения составляет 148 чел./км². Занимает площадь 42 км². Почтовый индекс — 33070. Телефонный код — 0434.
Покровителем коммуны почитается святой апостол Фома, празднование 3 июля.

## Демография
Динамика населения:

## Администрация коммуны
- Официальный сайт: http://www.comune.caneva.pn.it/